# Albert Geßmann

Albert Geßmann (vor 1908)

Albert Geßmann (* 18. Jänner 1852 in Wien; † 7. Juli 1920 in Prein an der Rax) war ein österreichischer Bibliothekar und Politiker (CS).

## Leben
Albert Geßmann studierte an der Universität Wien Geschichte und Geographie und promovierte zum Dr. phil. Ab 1870 war er Beamter im Kriegsarchiv, von 1876 bis 1903 Bibliothekar und Kustos an der Universitätsbibliothek der Universität Wien.
Von 1882 bis 1888 und von 1893 bis 1911 war er Mitglied des Wiener Gemeinderates. Von 1891 bis 1911 war er Abgeordneter zum Österreichischen Reichsrat, von 1896 bis 1915 Abgeordneter zum Landtag von Niederösterreich.
Als konservativer niederösterreichischer Landes-Politiker war er (im Gegensatz zu seinem fortschrittlichen Parteifreund Karl Lueger) ein entschiedener Gegner der Elektrifizierung der schmalspurigen Mariazellerbahn und der Schaffung der Niederösterreichischen Landes-Elektrizitätswerke (der späteren EVN). Die ersten zwei Projektfassungen des leitenden Ingenieurs Eduard Engelmann wurden auf Geßmanns Betreiben vom Landtag abgelehnt. Erst nach einer Wanderung durch die Ötschergräben und den sachkundigen Erklärungen des begleitenden Ingenieurs überwand Geßmann seine Gegnerschaft und wurde zum Befürworter der Elektrifizierung. Die Mariazellerbahn war 1911 die erste mit Einphasen-Wechselstrom elektrifizierte Fernbahn der Welt.
Im Jahr 1907 wurde er Minister ohne Portefeuille im Kabinett Beck, ab 1908 war er Minister für Öffentliche Arbeit in Cisleithanien, ab 1910 Obmann des Christlichsozialen Verbandes.
Geßmann war neben Karl Lueger Mitgründer der Christlichsozialen Partei Österreichs. Er vertrat die Idee von Österreich als Nationalitätenstaat mit weitgehender Autonomie für die einzelnen Volksgruppen. 1917 wurde er als Mitglied ins Herrenhaus, das Oberhaus des Reichsrates, berufen.
Er war Ehrenmitglied der katholischen Studentenverbindungen KÖStV Austria Wien (seit 1890), KDStV Ferdinandea Prag (seit 1902) und KDStV Frankonia Czernowitz (seit 1903).

## Ehrungen
Nach ihm ist die Dr.-Albert-Geßmann-Gasse im 21. Wiener Gemeindebezirk Floridsdorf benannt.